# Aethiopellina
Genre
Aethiopellina est un genre de collemboles de la famille des Neanuridae.

## Liste des espèces
Selon Checklist of the Collembola of the World (version du 19 octobre 2019) :
- Aethiopellina bimaculata Delamare Deboutteville, 1951
- Aethiopellina hebrardi Poinsot-Balaguer, 1978
- Aethiopellina proboscina Delamare Deboutteville, 1951
- Aethiopellina sphaeroculata Massoud, 1963

## Publication originale
- Delamare Deboutteville, 1951 : Nouveaux Collemboles de la Côte d'Ivoire. Bulletin du Muséum, vol. 23, no 3, p. 280–286.